# August Cueni
August Cueni (* 12. Mai 1883 in Zwingen; † 25. Oktober 1966 ebenda; heimatberechtigt in Dittingen, Basel-Land) war ein Schweizer Künstler.

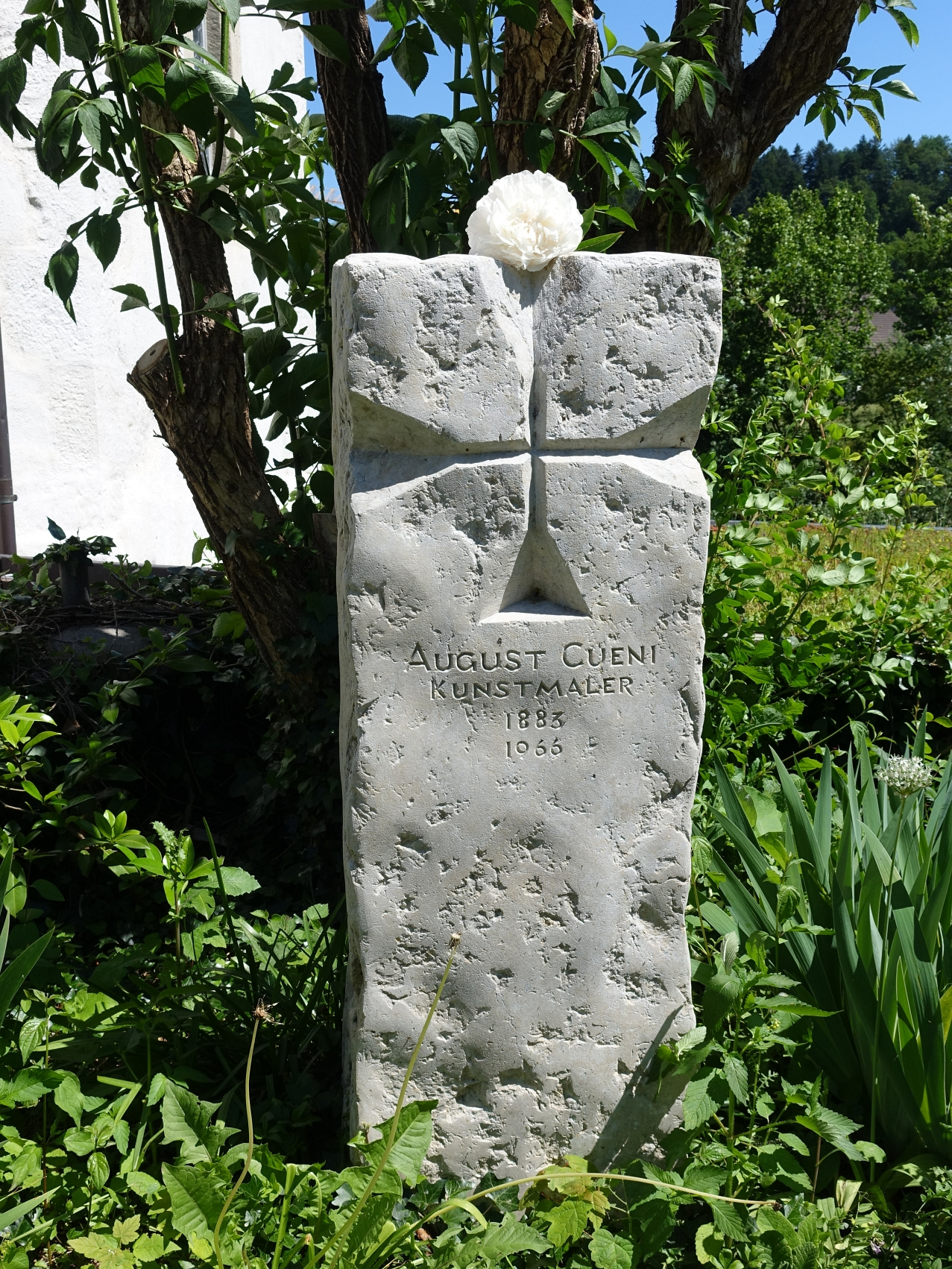
Grab- und Gedenkstein in Schlosspark Zwingen

## Leben und Werk
August Cueni war der älteste Sohn des Kleinbauern August Cueni und der Ottilia, geborene Anklin. Nach seiner Schulzeit in Zwingen und Laufen besuchte er in Basel die Handelsschule. 1902 folgte eine kurze Tätigkeit als Buchhalter im Hotel Rigi-Kaltbad. Von 1903 bis 1905 absolvierte er eine Malerlehre in Basel und besuchte Zeichenkurse bei Fritz Schnider an der Kunstgewerbeschule Basel.
Nach der Malerlehre ging Cueni mit August Wanner auf die Walz. Ihr erstes Ziel war St. Gallen. Später ging es weiter ins Rheinland, nach Strassburg, Heidelberg, Holland und Belgien. Über Stuttgart und Ulm wanderten sie zurück nach St. Gallen. 1910 ging Cueni mit Albert Nyfeler nach München. Dort besuchte er die Kunstgewerbeschule und wurde Schüler von Julius Diez. Danach lernte er bis 1914 an der Akademie der Bildenden Künste München bei Carl Johann Becker-Gundahl, Adolf Hengeler und Ludwig Herterich. In dieser Zeit freundete er sich mit Alfred Heinrich Pellegrini, Otto Plattner und Alexander Zschokke an.
1914 kehrte Cueni nach Zwingen zurück. Das nahegelegene Birstal und das Kaltbrunnental, das Lüsselltal, der Jura, das Lötschental und die Walliser und Engadiner Alpen zogen ihn in ihren Bann. Der impressionistische Natur- und Landschaftsmaler Cueni wurde später auch der «Cézanne des Laufentals» genannt.
1915 konnte er erstmals seine Werke in der Kunsthalle Basel einem grösseren Publikum zeigen. 1919 trat Cueni der Basler GSMBA bei und begann 1920 auch mit Holz- und Linolschnitten seine künstlerischen Themen zu verarbeiten. Im selben Jahr heiratete er die   Fürsorgehelferin Christine Dahmen aus Deutschland. Es folgten Ausstellungen in Basel, Bern, Zürich, St. Gallen und Solothurn. Cuenis Werk umfasst Ölbilder, Zeichnungen, Holz- und Linolschnitte. Zeitlebens war seine tiefe Verbundenheit zur Natur eine Quelle der Inspirationen und kreativer Schaffenskraft. 1959 erhielt Cueni das Ehrenbürgerrecht von Zwingen.

## Ausstellungen (Auswahl)
- 1915: Erste Ausstellung in der Kunsthalle Basel
- 1921: Ausstellung in Laufen[5]
- Nationale Kunstausstellungen: 1917, 1919, 1928, 1929, 1931, 1932, 1936, 1956
- 1922: Delsberg, 1re Exposition Jurassienne
- 1945: GSMBA Basel, Kunsthaus Zürich
- 2003: Gedenkausstellung für August Cueni, Schloss Zwingen[6]
- 2008: Gedenkausstellung für August Cueni, Laufen[7]